# あかり (人工衛星)
あかり（第21号科学衛星ASTRO-F）とは、日本の宇宙航空研究開発機構宇宙科学研究本部（旧・宇宙科学研究所）が打ち上げた赤外線天文衛星である。開発・製造はNEC東芝スペースシステムが担当した。別名はIRIS（InfraRed Imaging Surveyor）。2006年2月22日にM-Vロケット8号機によって内之浦宇宙空間観測所から打ち上げられた。
期待される観測成果として
- 銀河の起源と進化の謎を解明
- 恒星の誕生と最期を調査
- 褐色矮星の探索
- 太陽系外惑星系の発見
- 彗星の発見

などがある。後述するように、太陽系内の小惑星観測でも成果を上げている。

## 概要
「あかり」は掃天観測による、赤外線天空地図の作成を主目的として開発された。掃天とは、望遠鏡の向きを変えながら空を舐めるように観測し、それを合わせて一枚の大きな画像を得ることである。つまり「あかり」とはスキャナのようなものと考えてよい。
「あかり」と同時に稼働している赤外線天文衛星としてはスピッツァー宇宙望遠鏡があるが、こちらは「あかり」とは異なり、空のある一点を詳細に観測（指向観測）する目的で開発された。また、「あかり」と同様の目的で打ち上げられた衛星としては、1983年打ち上げのアメリカ、イギリス、オランダのIRASがある。主目的はあくまで掃天観測だが、スピッツァーと同様な指向観測も行うことができる。
「あかり」は地球の昼夜境界線上を廻る太陽同期軌道に投入され、運用される。この軌道上では、地球周辺で最大の赤外線発生源である太陽を常に真横に見ながら飛ぶことができるため、観測条件を一定に保ったまま、かつ太陽に目を向けず掃天観測を行うという目的に適う。
目標寿命は3年であったが、打ち上げから5年を超えて運用された。2011年5月24日以降はバッテリーの蓄電量が低下したことで、日陰での電力供給ができなくなった。2011年6月から停波に向けた運用が行われ、11月24日（午後5時23分）停波作業を実施し、同衛星の運用を終了した。2023年4月11日には北大西洋上空で大気圏再突入した。。
地球に送信された観測データの分析はその後も続けられている。2018年12月17日には、JAXAと神戸大学（惑星科学研究センター）、東京大学大学院理学系研究科からなるの研究チームが、小惑星帯にある複数のC型小惑星に、含水鉱物の存在を示唆する特徴を捉えたとの観測結果を発表した。
後継機となる赤外線天文衛星としてはSPICAが提案されている。

## 搭載観測機器

### 遠赤外線サーベイヤー
FIS (Far‐Infrared Surveyor)。衛星の主目的である掃天観測に用いるために搭載されたが、分光分析も可能である。2台の検出器を搭載し、さらにフィルターを用いることで、50–80 µm、60–110 µm、110–180 µm、140–180 µmの波長帯に対応する。

### 近・中間赤外線カメラ
IRC (InfraRed Camera)。主として指向観測のために搭載されたが、掃天観測にも用いることができる。FISをスキャナとするとIRCはデジタルカメラである。3台のカメラシステムからなり、1.7–5.5 µm、5.8–14.1 µm、12.4–26.5 µmの波長帯に対応する。

## 打ち上げ時のトラブル
打ち上げ後、太陽センサが太陽を認識できないというトラブルに見舞われた。このセンサを用いる姿勢制御ができないことから、直後の軌道修正も危ぶまれたが、取り急ぎ、太陽電池の出力を観察することで大まかな太陽の方向を推定してしのいだ。その後、地球センサとジャイロを用いた姿勢制御に移行した。さらに別の太陽センサも不具合を起こしたが、こちらは星を捉えるセンサで代替することになった。望遠鏡が太陽の方向を向く危険があるうちは望遠鏡の蓋を開けるわけにもいかず、結局、姿勢制御ソフトウェアの改修などで、冷却望遠鏡の蓋を開けるのは約1か月ほど遅れてしまい、その間の液体ヘリウムが多少無駄になった。

## 計画の推移
- 2003年
  - 4月1日 - 総合試験を開始。
  - 10月 - 振動により望遠鏡が壊れる可能性があるという不具合が見つかり、総合試験を中断。これに伴い、打ち上げも延期される。
- 2005年2月1日 - 前述の不具合のため中断されていた総合試験を再開。
- 2006年
  - 2月 - 「だいち」の打ち上げ延期によりMTSAT-2の打ち上げがずれ込んだため、打ち上げ予定日を2月18日から2月21日に変更。
  - 2月21日 - 雨天により翌日に打ち上げを延期。
  - 2月22日 - M-Vロケット8号機により午前6時28分打ち上げ、軌道投入に成功。「あかり」と命名される。打ち上げから2ヶ月は試験運用期間。その後の半年間で掃天観測を行う。観測装置は衛星内に蓄えられた液体ヘリウムによって冷却され、液体ヘリウムを全て使い切るまでの550日間観測が可能である。
  - 4月13日 - 望遠鏡の蓋あけに成功。観測を開始。
  - 11月1日 - 宇宙科学研究本部は、11月初旬に第一回掃天観測を終え、全天の70%についてのデータ収集を完了するという見込みを示した[9]。
- 2007年
  - 7月11日 - 波長9μmの赤外線による全天画像を公表。2回以上観測した天域が、全天の90%を超えたと発表[10]。
  - 8月26日 - 17時33分、液体ヘリウムを全て消費したため、遠赤外線・中間赤外線での観測と、掃天観測が終了。この間、全天の約94%の領域を掃天観測し、5000回以上の指向観測が行われた。以降は、機械式冷凍機のみでも観測可能な、近赤外線観測装置での観測に移行。
- 2010年5月14日 - 設計寿命を大きく超えて運用していた冷凍機の性能劣化により科学観測を中断、性能復帰運用に入る[11]。
- 2011年
  - 5月24日 - 電力異常発生[1]。バッテリの蓄電量の低下が進み、太陽電池パドルによる電力発生のある時間帯のみ、衛星への電力供給が行われる状態となる[1]。
  - 6月17日 - 電力異常による通信や姿勢制御等の衛星運用の制約が大きくなり、科学観測を再開することが困難であると判断され、科学観測を終了すると発表[12]。
  - 10月13日 - あかりによって得られたデータから小惑星カタログ"AcuA"が作成された[13]。小惑星が5120個掲載されており、小惑星のカタログでは世界最大。なお、発表は小惑星族の発見者平山清次の誕生日に合わせて行われた[14]。
  - 11月24日 - 17時23分、停波作業を実施。運用終了[15]。
- 2012年2月8日 - 超新星の残骸からの一酸化炭素の検出を発表[16]。
- 2013年1月7日 - 大マゼラン雲の赤外線天体カタログを公開[17]

- 2015年
  - 1月15日 - 高詳細な遠赤外線全天画像データを公開。
    - これまで世界の天文学者に広く利用されて来た遠赤外線の全天画像は、赤外線天文衛星IRAS（1983年打上げ。画像データの最終公開は1993年）による観測データだった。今回完成した観測データは、このIRASによる観測データを約20年ぶりに刷新するもので、画像の解像度が4から5倍に大幅に向上していることと、より長い波長までデータが揃っているという特徴がある[18]。